# هيلين باري إيدن
هيلين باري إيدن (بالإنجليزية: Helen Parry Eden)‏ (1885 - 19 ديسمبر 1960)؛ كاتِبة وشاعرة بريطانية.